# Zgodovina Kazahstana
Kazahstan, največja država v celoti v Evrazijski stepi, je bila skozi zgodovino 'križišče' in dom številnih različnih ljudstev, držav in imperijev.
Kazahi so se kot narod prvič oblikovali sredi 15. stoletja. Večkrat v svoji zgodovini so se morali podrediti tuji vladavini sosednjih ljudstev. Kazahstan je bil del ruske vplivne sfere od sredine 18. stoletja in je kasneje pripadal Sovjetski zvezi, dokler se 16. decembra 1991 ni osamosvojil.

## Pregled
Človeška dejavnost v regiji se je začela z izumrtjem Antropopitekusa in Homo erectusa pred milijonom – 800.000 let v gorah Karatau ter območjih okoli Kaspijskega in Balhaškega jezera. Neandertalci so bili v gorah Karatau in osrednjem Kazahstanu od 140.000 do 40.000 let nazaj. Sodobni Homo sapiens se je pojavil pred 40.000 do 12.000 leti v južnem, osrednjem in vzhodnem Kazahstanu. Po koncu zadnjega ledeniškega obdobja (pred 12.500 do 5000 leti) se je človeška naselitev razširila po državi in privedla do izumrtja mamuta in volnastega nosoroga (Coelodonta antiquitatis). Lovsko-nabiralniške skupine so izumile loke in čolne, za lov pa so uporabljali udomačene volkove in pasti.
Neolitsko revolucijo so zaznamovali pojav živinoreje in kmetijstva, kar je pripeljalo do razvoja kulture Atbasar, Kelteminar, Botaj in Ust-Narim. Botajska kultura (3600–3100 pr. n. št.) je zaslužna za prvo udomačitev konja, v tem obdobju pa se je pojavila tudi keramika in orodje iz poliranega kamna. 4. in 3. tisočletje pr. n. št. sta bila priča začetku kovinske proizvodnje, izdelave bakrenega orodja in uporabe livarskih kalupov. V 2. tisočletju pred našim štetjem se je v osrednjem Kazahstanu razvilo rudarstvo.
Spremembe podnebja so imele za posledico množične selitve prebivalstva v in izven stepskega pasu. Suho obdobje, ki je trajalo od konca 2. tisočletja do začetka 1. tisočletja pred našim štetjem, je povzročilo depopulacijo sušnih pasov in oaz v rečnih dolinah; ljudje s teh območij so se preselili proti severu do gozdne stepe.
Po koncu sušnega obdobja na začetku 1. tisočletja pred našim štetjem se je nomadsko prebivalstvo preselilo v Kazahstan z zahoda in vzhoda, s ponovnim naseljevanjem zapuščenih območij. Mednje je bilo vključenih več Indo-Irancev, ki so skupaj znani kot Saki.
V 4. stoletju pred našim štetjem so Kazahstan nadzirali Huni in absorbirali 26 neodvisnih ozemelj ter združili številne stepske in gozdne narode v eno državo. Huni so migrirali na zahod. 
Območje sodobnega Kazahstana je bilo vključeno v Turški kaganat in države naslednice.
V zgodnjem srednjem veku je na tem območju cvetelo več neodvisnih držav; najbolj znane so bile Kangarska unija, Zahodnoturški kaganat, država Oguz Jabgu in Karahanidski kaganat.
V 13. stoletju je bilo območje pod nadzorom Mongolskega cesarstva in je ostalo 300 let v sferi mongolskih naslednic. Del območja si je Rusko cesarstvo začelo prilaščati v 16. stoletju, preostanek pa se je postopoma od začetka leta 1867 zlil v ruski Turkestan. Sodobna Republika Kazahstan je postala politična entiteta med sovjetsko delitvijo ruskega Turkestana v 1930-ih.

## Predzgodovina
Ljudje naseljujejo Kazahstan že od spodnjega paleolitika, na splošno pa sledijo nomadskemu pastirstvu, za katerega sta podnebje in teren regije primerna. Prazgodovinske kulture iz bronaste dobe, ki so se razširile v regijo so Srubno, Afanasjevo in Andronovo. Med letoma 500 pred našim štetjem in 500 n. št. je bil Kazahstan dom Sakov in Hunov, zgodnjih nomadskih kultur bojevnikov.

## Prvih osem stoletij
V začetku 1. tisočletja so bile stepe vzhodno od Kaspijskega jezera naseljene z različnimi ljudstvi, večinoma nomadi, ki so govorili indoevropske in uralske jezike, vključno z Alani, Aorsi, Budini, Isedoni/Vusuni, Madijari, Masageti in Saki. Imena, odnosi med ljudmi in sestavnimi deli teh ljudstev so bili včasih tekoči in zamenljivi. Nekateri izmed njih so ustvarili države, med njimi Jankaj (severozahodno od Aralskega jezera) in Kangju na vzhodu. V nekaj stoletjih so območje obvladovali turški in drugi eksogeni jeziki, ki so prihajali z nomadskimi napadalci in naseljenci z vzhoda.
Po vstopu Hunov so mnogi prejšnji prebivalci migrirali proti zahodu v Evropo ali so jih Huni asimilirali. Po letu 91 našega štetja so Huni dosegli Turansko depresijo, vključno z regijo Atirau (severozahodni del današnjega Kazahstana). Težišče Hunskega cesarstva se je postopoma premaknilo zahodno od step v vzhodno Evropo.
Naslednjih nekaj stoletij so dogodki v bodočem Kazahstanu nejasni in so pogosto predmet špekulacij, ki temeljijo na mitskih ali apokrifnih ljudskih legendah, priljubljenih med različnimi ljudstvi, ki so migrirali skozi stepe na zahod.
Od sredine 2. stoletja so Juebani - odsek Xiongnu in zato morda povezani s Huni - ustanovili državo na skrajnem vzhodu Kazahstana.
V naslednjih nekaj stoletjih so se ljudstva, kot so Akatziri, Avari (pozneje imenovani Panonski Avari; ne smemo jih mešati z Kavkaškimi Avari), Sabirji in Prabolgari migrirali skozi območje na Kavkaz in Vzhodno Evropo.
Do začetka 6. stoletja je proto-mongolski Rouranska zveza posedovala območja, ki so bila pozneje del vzhodnega Kazahstana.
Göktürki, turško ljudstvo, ki je bilo nekdaj podvrženo Rouranu, je migriralo proti zahodu in potisnilo ostanke Hunov še bolj na zahod in jug. Do srede 6. stoletja so bile srednje Evrazijske stepe pod nadzorom Turškega kaganata, znanega tudi kot Göktürški kaganat. Nekaj desetletij pozneje je državljanska vojna povzročila razkol kaganata in ustanovitev Zahodno-turškega kaganata pod plemenom Onoğur in vzhodno-turškega kaganata pod Göktürki. Dinastija Tang je leta 659 zasedla Zahodno-turški kaganat. Proti koncu 7. stoletja sta se dve državi združili v Drugem turškem kaganatu. Vendar se je kaganat začel drobiti nekaj generacij kasneje.
Leta 766 je bila ustanovljena država Oghuz Jabgu (Oguz il) s prestolnico v Jankentu in je zasedla večino poznejšega Kazahstana. Ustanovili so ga begunski Turki iz sosednjega Turgeškega kaganata. Oguzi so izgubili boj s Karluki za nadzor nad Turgeši, drugi oguški klani so se preselili izpod Turgeškega nadzora v gore Karatau in dolino Ču, v kotlini Isik Kul (kirgiško Isyk-Köl).

## 8. do 15. stoletje
V 8. in 9. stoletju so del Južnega Kazahstana osvojili Arabci, ki so uvedli islam. Turški Oguzi so nadzorovali zahodni Kazahstan od 9. do 11. stoletja; ljudstva Kimaki in Kipčaki, prav tako turškega porekla, so ob približno istem času nadzirala vzhod. Kumani so zahodni Kazahstan nadzirali od približno 12. stoletja do leta 1220. Velika osrednja puščava Kazahstana se še vedno imenuje Dašti-Kipčak ali stepa Kipčak.
V 9. stoletju je konfederacija Qarluq oblikovala državo Karahanidov, ki je osvojila Transoksanijo (območje severno in vzhodno od reke Oxus, današnja Amu Darja). Od začetka 11. stoletja so se Karahanidi nenehno borili med seboj in s seldžuškimi Turki na jugu. Karahanide, ki so prešli na islam, so v 1130-ih osvojili Karakitajski kanat (mongolsko ljudstvo, ki se je preselilo zahodno od Severne Kitajske. Sredi 12. stoletja se je neodvisna država Horezm ob reki Oxus odcepila od oslabljenega Karakitajskega kanata, vendar je glavnina kanata trajala do mongolske invazije Džingiskana od leta 1219 do 1221.
Po mongolskem zavzetju Karakitajskega kanata je Kazahstan padel pod nadzor nasledstva vladarjev Zlate horde (zahodna veja mongolskega cesarstva). Horda ali jüz je podobna današnjemu plemenu ali klanu. V začetku 15. stoletja se je vladajoča struktura razcepila na več velikih skupin, znanih kot kanati, ki so vključevali Nogajsko Hordo in Kazaški kanat.

## Kazaški kanat (1465–1731)
Kazaški kanat sta leta 1465 v regiji Žetisu v jugovzhodnem Kazahstanu ustanovila Janibek kan in Kerej kan. V času vladavine Kasim kana (1511–1523) se je kanat znatno razširil. Kasim kan je leta 1520 sprejel prvi kazaški zakonik, Qasym Khannyn Qasqa Zholy ('Svetla cesta Kasim kana'). Kanat je opisan v zgodovinskih besedilih, kot je Tarikh-i-Rashidi (1541–1545) avtorjev Mohameda Haidar Duglata in Žamigi-at-Tavariha (1598–1599) Kadirgali Kosinuli Žalajirja.
Na svojem vrhuncu je kanat vladal delom Srednje Azije in Kumanije. Kazaški nomadi so jahali po ruskem ozemlju zaradi sužnjev. Med ugledne kazaške kane so spadali Haknazar kan, Esim kan, Tauke kan in Ablai kan.
Kazaški kanat ni imel vedno enotne vlade. Kazahi so bili tradicionalno razdeljeni v tri skupine ali zhuzes: višji, srednji in mlajši. Zhuzes so se morali strinjati, da imajo skupnega kana. Leta 1731 ni bilo močnega kazaškega vodstva; trije zkuzi so bili eden za drugim vključeni v Rusko cesarstvo in kanat je prenehal obstajati.

## Ruski imperij (1731–1917)
Ruski trgovci in vojaki so se začeli pojavljati na severozahodnem robu kazaškega ozemlja v 17. stoletju, ko so kozaki zgradili utrdbe, ki sta kasneje postale mesta Jaick (sodobni Oral) in Gurjev (sodobni Atirau). Rusi so lahko zavzeli kazaško ozemlje, ker so bili kanati obremenjeni z Dzunghar Oirati, ki so se v poznem 16. stoletju začeli seliti v to regijo v smeri proti vzhodu. Kazahi so se na zahodu ujeli med Kalmike in Ruse.
Dve kazaški hordi sta bili odvisni od Oirata Huntaijija. Leta 1730 je Abul Khair, kan Male horde, zaprosil za rusko pomoč. Čeprav je bil Khairov namen ustanoviti začasno zavezništvo proti močnejšim Kalmikom, so Rusi dobili nadzor nad Malo Hordo. Srednjo Hordo so osvojili do leta 1798, Velika Horda pa je ostala neodvisna do 1820-ih (ko je širitev Kokandskega kanata na jug prisilila kane Velike Horde, da sprejmejo rusko zaščito, ki se jim je zdela manjše zlo).
Rusko cesarstvo je začelo povezovati Kazaško stepo. Med letoma 1822 in 1848 so bili trije glavni kazaški kani Male, Srednje in Velike horde odstavljeni. Rusi so zgradili veliko utrdb za nadzor osvojenih ozemelj. Poleg tega so ruski naseljenci imeli zemljo, medtem ko so nomadska plemena imela manj prostora za pašo svojih čred. Številna nomadska plemena so bila prisiljena sprejeti stalni način življenja. Zaradi politike Ruskega cesarstva je bilo med 5 in 15 odstotki prebivalstva Kazaške stepe priseljencev.
19. stoletje kolonizacije Kazahstana s strani Rusije je upočasnilo upore in vojne, kot so vstaje, ki sta jih vodila Isataj Tajmanuli in Mahambet Utemisuli od 1836 do 1838 in vojna, ki jo je vodil Eset Kotibaruli od 1847 do 1858. Leta 1863 je Rusko cesarstvo objavilo novo politiko, ki je uveljavljala pravico do prisvajanja problematičnih območij na mejah. To je takoj privedlo do osvojitve preostale Srednje Azije in ustanovitve dveh upravnih okrožij: General-gubernatorstvo (rusko Генерал-губернатор) ruskega Turkestana in Stepe. Večina današnjega Kazahstana, vključno z Almatijem (Verni), je bila v tem okrožju.
V 19. stoletju so bili Kazahi izjemno številčni, in so se še povečevali iz približno 72 % leta 1820 na približno 88 % leta 1880. V prvem delu stoletja so bili Kazahi številčnejši kot Rusi. Vendar je Rusija v tistem stoletju osvojila številne dežele, kar je posledično privedlo do večje številčnosti. Kljub temu je bila številčnost Kazahov še vedno višja od drugih srednjeazijskih držav, ki jih danes imenujemo Kirgizistan, Turkmenistan in Uzbekistan. Za to je lahko več razlogov. Najprej in najpomembnejši del, Rusi so bili manjšina v Kazaški stepi. Drugič, razmere glede prehrane so razmeroma dobre. Beljakovinske podhranjenosti, ki je prizadela številne druge prebivalce srednjeazijskih držav, v Kazahstanu ni bilo. Poleg tega so ruski naseljenci v 1870 in 1880-ih morda simulirali tako imenovano kontaktno učenje. Kazahi so začeli več vlagati v človeški kapital, ker so opazili, da so Rusi na tem področju uspešni.
V zgodnjem 19. stoletju so ruske utrdbe začele omejevati območje, preko katerega so nomadska plemena lahko gonila svoje črede. Končni udarec nomadstvu se je začel v 1890-ih, ko so v rodovitne dežele severnega in vzhodnega Kazahstana pripeljali številne ruske naseljence.
Leta 1906 je bila dokončana Trans-Aralska železnica med Orenburgom in Taškentom, kar je olajšalo rusko kolonizacijo rodovitnih dežel Žetisu. Med letoma 1906 in 1912 je ruski minister za notranje zadeve Petr Stolipin ustanovil več kot pol milijona ruskih kmetij; kmetije so pritiskale na tradicionalni način življenja v Kazahstanu z okupiranjem paše in uporabo vodnih virov. Za rusko naselitev je bil v tem času odgovoren administrator Turkestana (sedanji Kazahstan), Vasile Balabanov.
Sestradani in razseljeni so se številni Kazahi pridružili gibanju Basmači proti naboru v rusko cesarsko vojsko, ki ga je car julija 1916 odredil kot del vojnih naporov proti Nemčiji v prvi svetovni vojni. Konec leta 1916 so ruske sile zadušile obsežen oborožen odpor proti odvzemu zemlje in vpoklicu Srednje Azijcev. Na tisoče Kazahov je bilo ubitih, na tisoče pa jih je pobegnilo na Kitajsko in v Mongolijo. Številni Kazahi in Rusi so se borili proti prevzemu komunistov in se upirali njihovemu nadzoru do leta 1920.

## Alaška avtonomija (1917–1920)
Leta 1917 je Alaška horda ((kazaško Алаш Орда, Alash Orda), skupina posvetnih nacionalistov, imenovani za legendarne ustanovitelje kazaškega naroda, poskušala ustanoviti neodvisno nacionalno vlado. Država, Alaška avtonomija, je trajala več kot dve leti (od 13. decembra 1917 do 26. avgusta 1920), preden se je predala boljševiškim oblastem, ki so si prizadevale za ohranitev ruskega nadzora v novem političnem sistemu.

## Sovjetska zveza (1920–1991)
Kirgiška avtonomna socialistična sovjetska republika, ustanovljena leta 1920, se je leta 1925 preimenovala v Kazaško avtonomno socialistično sovjetsko republiko, ko so se Kazahi uradno ločili od Kirgizov. Čeprav je Rusko cesarstvo priznavalo etnično razliko med skupinama, jih je imenovalo 'Kirgizi', da se je izognila zmedi med izrazoma 'Kazahi' in Kozaki (obe ime izvira iz turške besede za 'svobodnega človeka'). 
Leta 1925 je bila prvotna prestolnica republike Orenburg ponovno vključena v rusko ozemlje, Kizilorda pa je postala prestolnica do leta 1929. Almati (v sovjetskem obdobju imenovan Alma-Ata), pokrajinsko mesto na skrajnem jugovzhodu, je leta 1929 postalo novo glavno mesto. Leta 1936 je bilo ozemlje uradno ločeno od Ruske sovjetske federativne socialistične republike (RSFSR) in je postalo sovjetska republika: Kazaška sovjetska socialistična republika. Kazaška SSR je bila s površino 2.717.300 km2 druga največja republika v Sovjetski zvezi.

### Lakota (1929–1934)
Od leta 1929 do 1934, ko je Josip Stalin poskušal kolektivizirati kmetijstvo, je Kazahstan trpel večkratne lakote, podobne tistim, ki jih v Ukrajini razglašajo za holodomor (slovensko 'gladomor') ; v obeh republikah in Ruski SFSR, so kmetje v znak protesta proti sovjetski kmetijski politiki zaklali živino. V tem obdobju je umrlo več kot milijon prebivalcev in 80 odstotkov živine. Na tisoče jih je poskušalo pobegniti na Kitajsko, čeprav je večina od njih stradala. Po Robertu Conquesu je »uporaba partijske teorije pri Kazahih in v manjši meri tudi pri drugih nomadskih narodih ekonomsko pomenila vsiljevanje nepreverjenega stereotipa o delujočem družbenem redu s katastrofalnimi rezultati. In v človeških izrazih je pomenila smrt in trpljenje sorazmerno še bolj kot v Ukrajini«.

### ALŽIR (1938-1953)
Ukaz NKVD-ja (Ljudski komisariat za notranje zadeve) 00486 z dne 15. avgusta 1937 je pomenil začetek množične represije nad družinskimi člani izdajalca domovine (rusko: ЧСИР: члены семьи изменника Родини). Ukaz je dal pravico do aretacije brez dokazov o krivdi in poslali ženske politične zapornice v taborišča. Čez nekaj mesecev so ženske 'izdajalke' aretirali in obsodili na od pet do osem let zapora. [16] Več kot 18.000 žensk je bilo aretiranih, približno 8.000 pa je prestalo čas v ALŽIR - taborišču ženskih izdajalk domovine Akmolinsk (Akmola oblast) (rusko Акмолинский лагерь жён изменников Родины (А. Л. Ж. И. Р.)).. To so bile žene državnikov, politikov in javnih osebnosti v takratni Sovjetski zvezi. Po zaprtju zaporov leta 1953 so poročali, da je 1507 žensk rodilo zaradi posilstva s strani stražarjev. 

### Notranje Sovjetske migracije
Številni sovjetski državljani iz zahodnih regij ZSSR in velik del sovjetske industrije so se med drugo svetovno vojno preselili v Kazahstansko SSR, ko so Sile osi zajele ali grozile, da bodo zajele zahodne sovjetske industrijske centre. Skupine Krimskih Tatarov, Nemcev in muslimanov s severnega Kavkaza so bili med vojno deportirani v Kazahstansko SSR, ker so se bali, da bodo sodelovali z Nemci. Številni Poljaki iz vzhodne Poljske so bili deportirani v Kazahstansko SSR, domačini pa so hrano delili z novimi prišleki.
Med leti 1953 in 1965 je v projektu Deviške dežele (rusko Освое́ние целины́, kazaško ‘’Tyń ıgerý, [təŋ ɪjɡeɾʏw]) sovjetskega premierja Nikite Hruščova (na položaju 1958–1964) prišlo veliko več ne-kazahov. V tem projektu je bilo ogromno pašnih zemljišč v Kazahstanskih SSR obdelanih in zasajenih s pšenico in drugimi žiti. Več naselij se je zgradilo v poznih 1960-ih in 1970-ih letih dvajsetega stoletja, ko je sovjetska vlada izplačevala bonuse delavcem, ki so sodelovali v programu za preselitev sovjetske industrije bližje nahajališčem premoga, plina in nafte v Srednjo Azijo. Do 1970-ih je bila Kazahstanska SSR edina sovjetska republika, v kateri je istoimenska narodnost manjšina zaradi priseljevanja in propadanja nomadskega kazaškega prebivalstva.
Kazahstanska SSR je igrala industrijsko in kmetijsko vlogo v centralno nadzorovanem sovjetskem ekonomskem sistemu, odkritja premoga v 20. stoletju, pa so lahko nadomeščala izčrpane rezerve goriva na evropskih ozemljih ZSSR. Razdalja med evropskimi industrijskimi središči in kazahstanskimi premogovniki je predstavljala velik problem - le delno so ga rešili sovjetski napori za industrializacijo Srednje Azije. Po letu 1991 je Republika Kazahstan dobila mešano zapuščino: skoraj toliko Rusov kot Kazahov, razred ruskih tehnokratov, potrebnih za gospodarski napredek, vendar etnično neprilagojen in energetska industrija na premog in nafto, katere učinkovitost je omejena z neustrezno infrastrukturo. 

## Republika Kazahstan (1991–danes)
16. decembra 1986 je sovjetski politbiro razrešil dolgoletnega generalnega sekretarja Komunistične partije Kazahstana Dinmuhameda Konajeva. Njegov naslednik je bil nekazah Gennadi Kolbin iz Uljanovska v Rusiji, kar je sprožilo proteste. Proteste so oblasti nasilno zatrle in »od dva in dvajset ljudi je izgubilo življenje, med 763 in 1137 pa je bilo poškodovanih, aretirali so med 2212 in 2336 protestniki. Ko se je Kolbin pripravil na čiščenje Komunistične mladinske lige, ga je Moskva ustavila, septembra 1989 pa ga je zamenjal Kazah Nursultan Nazarbajev.
Junija 1990 je Moskva razglasila suverenost centralne vlade nad Kazahstanom in prisilila Kazahstan k lastni izjavi o suverenosti. Izmenjava je poslabšala napetosti med dvema največjima etničnima skupinama republike, ki sta bili takrat številčno približno enaki. Sredi avgusta so kazahstanski in ruski nacionalisti začeli demonstrirati okoli stavbe parlamenta v Kazahstanu, da bi vplivali na končno izjavo o suverenosti, ki je bila pripravljena; izjava je bila sprejeta oktobra.

### Obdobje Nazarbajeva
Kot druge sovjetske republike v tistem času je parlament imenoval Nazarbajeva za svojega predsednika in njegovo predsedstvo spremenil v predsedstvo republike. V nasprotju s predsedniki drugih republik (zlasti baltskih držav, ki so bile osredotočene na neodvisnost) je Nazarbajev spomladi in poleti 1991 ostal zavezan Sovjetski zvezi, predvsem zato, ker je menil, da sta republiki preveč ekonomsko soodvisni, da bi preživeli neodvisnost. Vendar se je boril tudi za nadzor nad kazahstanskim mineralnim bogastvom in industrijskim potencialom.
Ta cilj je postal še posebej pomemben po letu 1990, ko se je izvedelo, da je Mihail Gorbačov sklenil sporazum z ameriško korporacijo Chevron o razvoju kazahstanskega naftnega polja Tengiz; Gorbačov se ni posvetoval z Nazarbajevim, dokler pogovori niso bili skoraj končani. Po Nazarbajevem vztrajanju je Moskva junija 1991 predala nadzor nad republiškimi rudnimi viri in Gorbačovova oblast se je hitro sesula. Nazarbajev ga je še naprej podpiral in pozval druge republiške voditelje, naj podpišejo pogodbo o ustanovitvi Zveze suverenih držav, ki jo je Gorbačov pripravil v zadnjem poskusu združevanja Sovjetske zveze.
Zaradi poskusa sovjetskega državnega udara proti Gorbačovu avgusta 1991 sindikalna pogodba ni bila nikoli izvedena. Ker je nasprotoval odstranitvi Gorbačova, je Nazarbajev poskus državnega udara obsodil šele drugi dan. Vendar pa je še naprej podpiral Gorbačova in neko obliko zveze, predvsem zaradi prepričanja, da bo neodvisnost ekonomski samomor.
Istočasno je Nazarbajev začel pripravljati Kazahstan na večjo svobodo ali dokončno neodvisnost. Na visoke položaje je imenoval profesionalne ekonomiste in menedžerje ter iskal nasvete pri tujih razvojnih in poslovnih strokovnjakih. Prepoved komunistične partije Kazahstana (CPK), ki je sledila poskusu državnega udara, je Nazarbajevu omogočila, da prevzame skoraj popoln nadzor nad republiškim gospodarstvom. Utemeljil je svoj položaj z zmago na nespornih volitvah za predsednika decembra 1991.
Teden dni po volitvah je Nazarbajev postal predsednik neodvisne države, ko so voditelji Rusije, Ukrajine in Belorusije podpisali dokumente o razpustitvi Sovjetske zveze. Hitro je sklical sestanek voditeljev petih držav Srednje Azije (Kazahstan, Kirgizistan, Tadžikistan, Turkmenistan in Uzbekistan), ki so povzeli možnost turške konfederacije nekdanjih republik kot protiutež slovanskim državam Rusiji, Ukrajini in Belorusija v kakršni koli federaciji bi lahko nasledila Sovjetsko zvezo. Ta poteza je tri slovanske predsednike prepričala, da se je Kazahstan vključil med podpisnike prenovljenega dokumenta o razpustitvi. Kazahstanska prestolnica je svoje ime posojala po protokolu Alma-Ata, deklaraciji načel Skupnosti neodvisnih držav. 16. decembra 1991, pet dni pred razglasitvijo, je Kazahstan postal zadnja republika, ki je razglasila neodvisnost.
Republika je sledila enakemu splošnemu političnemu vzorcu kot ostale štiri srednjeazijske države. Po razglasitvi neodvisnosti od politične strukture, v kateri so vladali Moskva in Komunistična stranka Sovjetske zveze (CPSU) do leta 1991, je Kazahstan obdržal vladno strukturo in večino vodstva, ki je imelo oblast leta 1990. Nazarbajev, izvoljen za predsednika republike leta 1991, je pet let kasneje je ostal v nesporni premoči.
Naredil je več korakov, da je zagotovil svoj položaj. Z ustavo leta 1993 sta premier in Svet ministrov prevzela odgovornost le za predsednika, nova ustava pa je dve leti pozneje to razmerje še okrepila. Opozicijske stranke so bile omejene glede svojih dejavnosti z zakoni. V tem okviru je Nazarbajev pridobil veliko priljubljenost z omejitvijo ekonomskega šoka ločitve od Sovjetske zveze in ohranjanjem etnične harmonije v raznoliki državi z več kot 100 različnimi narodnostmi. Leta 1997 se je kazahstanska prestolnica preselila iz Almatija v Astano. Naslednje leto je bila dekriminalizirana tudi homoseksualnost.

### Odnosi z Rusijo
Sredi 1990-ih je, čeprav je Rusija ostala najpomembnejši sponzor Kazahstana v zadevah gospodarske in nacionalne varnosti, Nazarbajev podpiral krepitev ZND. Ker so občutljiva etnična, nacionalno-varnostna in gospodarska vprašanja v desetletju ohladila odnose z Rusijo, je Nazarbajev gojil odnose s Kitajsko, drugimi srednjeazijskimi državami in Zahodom; vendar je bil Kazahstan še vedno v glavnem odvisen od Rusije. Kozmodrom Bajkonur, zgrajen v 1950-ih za sovjetski vesoljski program, je blizu Tjuratama, mesto Bajkonur pa je bilo zgrajeno za namestitev vesoljskega izstrelišča.

### Odnosi z Združenimi državmi Amerike
Kazahstan ohranja tudi dobre odnose z ZDA. Država je 78. največji trgovinski partner ZDA, ki je z dvostransko trgovino opravil 2,5 milijarde ameriških dolarjev in je bila prva država, ki je po osamosvojitvi priznala Kazahstan. Leta 1994 in 1995 so ZDA sodelovale s Kazahstanom pri odstranitvi vseh jedrskih bojnih glav, potem ko se je slednja odpovedala jedrskemu programu in zaprla Testni poligon Semipalatinsk; zadnja jedrska območja in predori so bili zaprti leta 1995. Leta 2010 se je ameriški predsednik Barack Obama srečal z Nazarbajevim na vrhu o jedrski varnosti v Washingtonu in razpravljal o poglobitvi njihovega strateškega odnosa in dvostranskega sodelovanja za povečanje jedrske varnosti, regionalno stabilnost in gospodarsko blaginjo.